# Dichoniopsis obliquisigna
Dichoniopsis obliquisigna är en fjärilsart som beskrevs av George Francis Hampson 1902. Dichoniopsis obliquisigna ingår i släktet Dichoniopsis och familjen nattflyn. Inga underarter finns listade i Catalogue of Life.